# Reserva Extrativista Arioca Pruanã
A Reserva Extrativista Arioca Pruanã é uma unidade de conservação federal do Brasil categorizada como reserva extrativista e criada por Decreto Presidencial em 16 de novembro de 2005 numa área de 83.445 hectares, localizada no município de Oeiras do Pará, no estado do Pará.
O Instituto Chico Mendes de Conservação da Biodiversidade é o órgão federal responsável pela gestão da Reserva Extrativista Arioca Pruanã.
A Associação dos Moradores da Reserva Extrativista Arioca Pruanã (AMOREAP) é uma entidade da sociedade civil, criada em 2004, para representar os moradores dessa unidade de conservação.